# Zerweliner Koppel
Das Naturschutzgebiet Zerweliner Koppel liegt auf dem Gebiet der amtsfreien Gemeinden Boitzenburger Land und Nordwestuckermark im Landkreis Uckermark in Brandenburg. Seine Schutzgebietsfläche ist deckungsgleich mit dem gleichnamigen FFH-Gebiet und ist Teil des Europäischen Vogelschutzgebietes Uckermärkische Seenlandschaft.

## Lage
Das Naturschutzgebiet erstreckt sich nördlich von Zerwelin, einem Wohnplatz im Ortsteil Berkholz, der zur Gemeinde Boitzenburger Land gehört. Südwestlich des Gebietes verläuft die Landesstraße L 243 und östlich die L 151. Es ist Teil der Zerweliner Heide eines großen Waldgebietes zwischen Weggun im Norden und Boitzenburg im Süden, inklusive der Zerweliner Allee im Westen sowie der Ortschaft Naugarten im Osten.

## Beschreibung
Die Zerweliner Koppel mit der Kenn-Nummer 1001 (NSG) wurde mit Verordnung vom 8. August 2005 unter Naturschutz gestellt. Das rund 193 ha große Naturschutzgebiet bestand im Jahr 2004 ursprünglich aus dem ehemaligen FFH-Gebiet Stromgewässer (DE 2747-302), welches in die vier Gebiete Boitzenburger Tiergarten und Strom, Mellensee-Marienfließ, Suckowseen sowie das hier beschriebene Gebiet Zerweliner Koppel neu aufgeteilt wurde. Es besteht zu ca. 63 % aus Waldgebieten mit einem geringen Anteil an Waldwegen. In der näheren Umgebung wurden die FFH-Gebiete Zerweliner Allee und Carolinenhain (FFH-Gebiet DE 2747-305) sowie das Fledermausquartier Bunker Zerweliner Heide (FFH-Gebiet DE 2647-304) eingerichtet. Als Wasserflächen waren, beziehungsweise sind im Gebiet der trockengefallene Scheßbachgraben als größeres Fließgewässer und die drei Seen Kleiner Petznicksee, Großer Petznicksee und Zerwelinsee vorhanden.
| Gemeinde           | Flächenanteil in % | Naturschutzfläche in ha |
| ------------------ | ------------------ | ----------------------- |
| Boitzenburger Land | 95                 | 184                     |
| Nordwestuckermark  | 5                  | 9                       |

### Klima
Das Klima im Naturschutzgebiet wird geprägt vom kontinentalem und maritimem Klima, wobei der Einfluss des maritimem Klimas von Nordwesten nach Südosten abnimmt. Der kontinentale Einfluss ist anhand der Menge der Niederschläge, besonders in den höher gelegenen Lagen feststellbar. Die mittlere Jahrestemperatur im Gebiet beträgt im Durchschnitt 8,9 °C, wobei der Januar der kälteste Monat mit einer mittleren Temperatur von 0,4 °C und im Juli die wärmste mittlere Temperatur mit 18 °C vom Potsdamer Institut für Klimaforschung (PIK) ausgewiesen wurde.

### Schutzziele
Für das Naturschutzgebiet wurden den unterschiedlichen Lebensraumtypen unterschiedliche Schutzziele zugewiesen, die im Sinne einer Naturraumvernetzung erfolgen sollen.
Die Schutzziele sind:
- Erhalt und der Entwicklung als Lebensraum wild lebender Pflanzengesellschaften.
- Erhalt und der Entwicklung von nährstoffarmen Seen als Lebensraum stark gefährdeter Lebensgemeinschaften.
- Erhalt und der Entwicklung der Lebensräume wild lebender Pflanzenarten.
- Erhalt und der Entwicklung des Gebietes als Lebens– beziehungsweise Rückzugsraum und potenzielles Wiederausbreitungszentrum wild lebender Tierarten.
- Erhalt und der Entwicklung vielfältiger, naturnaher Waldgesellschaften.
- Bewahrung des reichhaltigen Mosaikes unterschiedlicher Standorte mit enger Verzahnung trockener und feuchter Lebensräume sowie der hieran gebundenen seltenen und gefährdeten Tier und Pflanzenarten.[1]

### Nutzung
Die landwirtschaftliche Nutzung beschränkt sich auf eine östlich vom Zerwelinsee gelegene 1,70 ha große artenreiche Frischwiese die einmal im Jahr gemäht wird und das Mahdgut aus der Wiesenfläche abtransportiert wird. Weitere Landwirtschaft wird nicht betrieben da keine Felder eingerichtet wurden.
Eine forstwirtschaftliche Nutzung durch die Oberförsterei Boitzenburg im Forstrevier Große Heide ist auf den Flächen der Waldgebiete vorhanden, wobei sich 37 % des Waldes im Eigentum des WWF Deutschland befinden der für diesen Bereich keine forstwirtschaftliche Nutzung mehr vorsieht und die Waldbereiche als Prozessschutzflächen ausgewiesen hat. Für die Waldbereiche im südöstlichen Teil ist der Förderverein Feldberg-Uckermärkische Seenlandschaft e. V. als Eigentümer eingetragen. Diese Waldflächen werden nach einem Waldentwicklungsprogramm weiterentwickelt und sollen zu einer Erhöhung des Naturschutzwertes, einer Erhaltung und Wiederherstellung naturnaher Wälder führen.
| Kartiereinheit              | Anteil in % | Fläche in ha |
| --------------------------- | ----------- | ------------ |
| Moor- und Bruchwald         | 26          | 31,3         |
| Rotbuchenwälder             | <1          | 0,7          |
| Eichenmischwälder           | 4           | 5,0          |
| Naturnahe Laubwälder        | 2           | 5,8          |
| Vorwald                     | <1          | 0,5          |
| Laubholzforst               | <1          | 0,8          |
| Nadelholzforst mit Laubholz | 22          | 27,1         |
| Nadelholzforst              | 43          | 52,5         |
| Aufforstung                 | 1           | 1,1          |

### Naturschutzmaßnahmen
Um das Oberflächenwasser im Gebiet der Zerweliner Koppel zurückzuhalten, wurde in den Jahren 2005 und 2006 beschlossen, eine Wasserstandsanhebung am Zerwelinsee und dessen Verlandungsmoor zu erreichen, eine Wasserzurückhaltung in der Niederung am Zerwelinsee und verschiedene Entbuschungsmaßnahmen im Heidewalder Bruch durchzuführen. Für den Großen Petznicksee wurde in den Jahren 2017 und 2018 nach einer Untersuchung der Gewässerqualität und der Nährstoffsituation im See beschlossen ein gezieltes Abfischen des Fischbestandes mit einer Reduzierung des Welsbestandes durchzuführen.

## Flora und Fauna
Im Naturschutzgebiet kommen für das Bundesland Brandenburg und für die Bundesrepublik Deutschland bedeutsame Pflanzen- und Tierarten vor die unter besonderem nationalem und internationalem Schutz stehen und teilweise wurden die Arten in der Kategorie 1 und 2 der Roten Listen für Brandenburg eingestuft.

### Flora

#### Pflanzen
Die stark gefährdeten Pflanzenarten Knotiges Mastkraut (Sagina nodosa) wurde östlich vom Zerwelinsee und das Spieß-Torfmoos (Sphagnum cuspidatum) wurde in einem Bruchwald mit kleinflächigen mesotrophen Moorbereichen südlich vom Kleinen Petznicksee im Jahr 2016 als Einzelexemplare gefunden.

### Fauna

#### Säugetiere
Als besonders geschützte Art bei den Säugetieren wurde der Fischotter (Lutra lutra) durch regelmäßige Losungsfunde nachgewiesen. Bei den Fledermäusen wurden die Mopsfledermaus (Barbastella barbastellus) und das Große Mausohr (Myotis myotis) aufgezeichnet. Weitere Fledermausarten sind: Breitflügelfledermaus (Eptesicus serotinus), Fransenfledermaus (Myotis nattereri), Großer Abendsegler (Nyctalus noctula), Kleiner Abendsegler (Nyctalus leisleri), Rauhautfledermaus (Pipistrellus nathusii), Zwergfledermaus (Pipistrellus pipistrellus), Mückenfledermaus (Pipistrellus pygmaeus) und Braunes Langohr (Plecotus auritus).

#### Amphibien und Reptilien
In der Klasse der Amphibien und der Reptilien wurde der Kammmolch (Triturus cristatus) in zwei wasserführenden Senken im westlichen Bereich vom Zerwelinsee im Jahr 2018 gefunden. Die Rotbauchunke (Bombina bombina) wurde bei einer Kartierung im Jahr 2018 nicht an den Fundorten aus dem Jahr 2005 bestätigt. Sie wurde im Jahr 2005 am Zerwelinsee und nordwestlich des Heidewalder Bruches in einem mittlerweile trockengefallenen Graben gefunden. Im Bereich des Kleinen und Großen Petznicksee sowie auf einer Biotopfläche (ID 1632) wurde im Jahr 2018 der Moorfrosch (Rana arvalis) entdeckt. Weitere vorkommende Amphibienarten sind Erdkröte (Bufo bufo), Grasfrosch (Rana temporaria), Teichfrosch (Pelophylax „esculentus“), Teichmolch (Lissotriton vulgaris), verschiedene Braunfrosch-Arten und der Europäische Laubfrosch (Hyla arborea). Folgende Reptilienarten mit geeigneten Habitaten wurden für das Gebiet aufgezeichnet: Blindschleiche (Anguis fragilis), Ringelnatter (Natrix natrix), Zauneidechse (Lacerta agilis) und die Waldeidechse (Zootoca vivipara).

#### Insekten
Als besonders schützenswerte Arten wurden bei den Insekten die Große Moosjungfer (Leucorrhinia pectoralis), der Große Feuerfalter (Lycaena dispar), der Eremit (Osmoderma eremita) sowie die Wasserkäferart Breitrand (Dytiscus latissimus) nachgewiesen. Bei den Libellen wurden weiter die beiden Arten Östliche Moosjungfer (Leucorrhinia albifrons) und Zierliche Moosjungfer (Leucorrhinia caudalis) bei einer Kartierung vorgefunden.

#### Schnecken
Bei den Schnecken wurden die stark gefährdete Zierliche Tellerschnecke (Anisus vorticulus) im Flachwasserbereich vom Kleinen Petznicksee, die Schmale Windelschnecke (Vertigo angustior) und die Bauchige Windelschnecke (Vertigo moulinsiana) im Naturschutzgebiet nachgewiesen.

#### Avifauna
Bei Vogelbeobachtungen aus dem Frühjahr 2019 vermutete man, dass die Zerwelinseeniederung dem Kranich (Grus grus) als Brutplatz dient. Die Beobachtungen für das Naturschutzgebiet liegen jedoch nur in einem begrenzten Umfang vor. Als Brutvogel wurde im Jahr 2018 die Bekassine (Gallinago gallinago) im Zerwelinmoor nachgewiesen. Weitere Arten wurden in den angrenzenden Flächen oder das Gebiet überfliegend für die Jahre 2017/2018 beobachtet: Rotmilan (Milvus milvus), Schwarzmilan (Milvus migrans), Wespenbussard (Pernis apivorus) und die Rohrweihe (Circus aeruginosus).

## Lebensraumtypen
| Code | Bezeichnung des LRT                                                                                   | LRT-Fläche in ha |
| ---- | --- | ---------------- |
| 3140 | Oligo- bis mesotrophe kalkhaltige Gewässer mit benthischen Armleuchteralgen                           | 15,8             |
| 3150 | Natürliche eutrophe Seen mit einer Vegetation des Magnopotamions oder Hydrocharitions                 | 5,7              |
| 6410 | Pfeifengraswiesen auf kalkreichem Boden, torfigen und tonig-schluffigen Böden (Molinion caeruleae)    | 0,6              |
| 6510 | Magere Flachlandmähwiesen                                                                             | 1,7              |
| 7140 | Übergangs- und Schwingrasenmoor                                                                       | 3,5              |
| 7210 | Kalkreiche Sümpfe mit Cladium mariscus und Arten des Caricion davallianae                             | 1,1              |
| 9130 | Waldmeister-Buchenwald (Asperulo-Fagetum)                                                             | 2,1              |
| 9160 | Subatlantischer oder mitteleuropäischer Stieleichenwald oder Eichen-Hainbuchenwald (Carpinion betuli) | 0,7              |
| 9190 | Alte bodensaure Eichenwälder auf Sandebenen mit Quercus robur                                         | 7,4              |
| 91D0 | Moorwälder                                                                                            | 5,9              |

## Besonderheit
Der Nationalen Volksarmee (NVA) diente das Gebiet als Übungsstandort für Fliegerabwehrraketen, jedoch wurden keine militärischen Übungen beziehungsweise Manöver durchgeführt. Da die Öffentlichkeit kaum Zugang zu diesem Sperrgebiet hatte, konnte sich die Natur ohne nennenswerte Eingriffe entfalten und dieser naturnahe Zustand ist erhalten geblieben. An einigen Stellen sind ältere Betonreste aus der Zeit der ehemaligen militärischen Nutzung nachweisbar.